# Kamyk (powieść Joanny Jodełki)
Kamyk – trzecia powieść kryminalna autorstwa Joanny Jodełki z 2012.

## Fabuła
Akcja toczy się współcześnie do wydania powieści w Poznaniu. Na jednej z ulic zastrzelony zostaje prezes dobrze rozwijającej się firmy Conekt - Lucjan Dąbski, przeżywający poważny kryzys małżeński. Przy okazji ciężko ranna zostaje jego pracownica - Ewa Kochanowska. Jedynym świadkiem zabójstwa jest niewidoma, 12-letnia córka Kochanowskiej - Kamila, nazywana Kamykiem. Mimo że pozbawiona jest wzroku umie rozpoznać mordercę po charakterystycznym zapachu. Jej życie staje się zatem zagrożone, gdyż morderca zorientował się w sytuacji. Ważnym bohaterem powieści jest Daniel Koch (singiel po czterdziestce), współpracownik z firmy Dąbskiego, który opiekuje się Kamilą podczas gdy jej matka leży w szpitalu. Czarnym charakterem jest m.in. Krzysztof Grabarz Grabowski vel Jacek Szajbe. Inni to Andrzej Dzendzel - antypatyczny szef działu należności, Sebastian Dąbski - brat prezesa Lucjana, czy żona prezesa. Akcja rozgrywa się na ulicach poznańskiego Starego Miasta, a także na jeziorze Kierskim, w Chybach i na łazarskiej ulicy Limanowskiego, gdzie mieszka Kamila.